# Municipio 1 (Milan)
 (juillet 2021).
Si vous disposez d'ouvrages ou d'articles de référence ou si vous connaissez des sites web de qualité traitant du thème abordé ici, merci de compléter l'article en donnant les références utiles à sa vérifiabilité et en les liant à la section « Notes et références ».

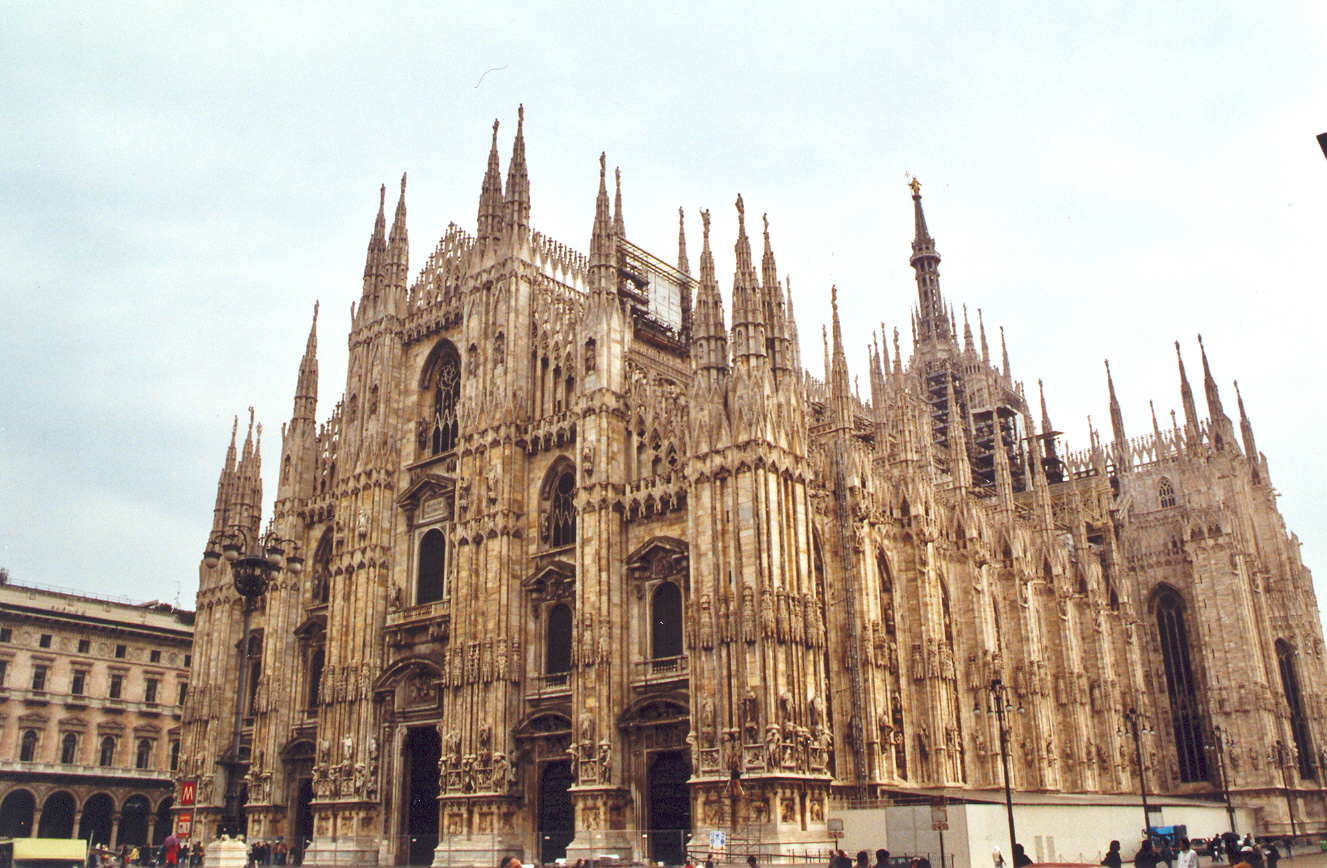
Duomo dans le Centro Storico, Milan

Centro storico (« centre historique ») est une zone urbanistique de la ville de Milan, désigné par le code 1, comprenant une partie importante de son centre historique formant le Municipio 1.
Au sens large, Centro Storico désigne aussi le Municipio I. Il s'étend sur les 10 quartieri suivants :
- Duomo
- Brera
- Vigentina
- Guastalla
- Magenta-San Vittore
- Ticinese
- Parco Sempione
- Giardini Porta Venezia
- Pagano
- Sarpi[1]